# Маклинток, Фрэнк
Фрэнсис (Фрэнк) Маклинток (род. 28 декабря 1939 года, Глазго) — шотландский футболист, выступавший на позиции защитника. Известен как игрок английских клубов «Лестер Сити», «Арсенал» и «Куинз Парк Рейнджерс».

## Карьера игрока

### Клубная карьера

#### «Лестер Сити»
Маклинток родился в Глазго и вырос в Горбалз, он начал свою карьеру в шотландской юниорской лиге с «Шоуфилд». Там он играл до перехода в «Лестер Сити» в 1957 году, он дебютировал за «Лестер» на позиции флангового полузащитника в 1959 году. Маклинток провёл семь лет на «Филберт Стрит», где создал сыгранное партнёрство с полузащитниками Колином Эпплтоном и Ианом Кингом. Он был членом так называемых «Королей льда», команды, которая почти сделала дубль в 1962/63 сезоне. С «Лестером» он дважды дошёл (но проиграл) до финала кубка Англии (1961 и 1963 года) и выиграл финал Кубка Лиги (1964 год). Он сыграл в общей сложности 168 матчей лиги за «Лестер».

#### «Арсенал»
В октябре 1964 года он был подписан «Арсеналом» за рекордные для клуба £ 80000, Маклинток сразу же заявил о себе в первой команде. Маклинток провёл с «канонирами» следующие девять сезонов, чаще всего выходя в центре поля. Он стал одним из ключевых игроков клуба и в 1967 году был назначен капитаном команды, он был лидером команды в период успеха под руководством Берти Ми. Он дважды выходил в финал Кубка УЕФА, однако проиграл оба (1968 и 1969 года). Это весьма расстоило Маклинтока, и в 1969 году он подал запрос о своей продаже. Тренеру «Арсенала» Берти Ми удалось уговорить его остаться, и Маклинток выиграл три главных трофея в течение двух лет.
Маклинток привёл «Арсенал» к победе в Кубке ярмарок в 1969/70 сезоне, в финале по сумме двух матчей со счётом 4:3 был побеждён «Андерлехт». В следующем году он помог клубу выиграть чемпионат и Кубок Англии в сезоне 1970/71, он также выиграл титул футболиста года по версии журналистов.
Он был капитаном «Арсенала» в финале кубка Англии 1972 года, когда «канониры» с минимальным счётом проиграли «Лидс Юнайтед».
В общей сложности он сыграл 403 матча за «Арсенал», забив 32 гола.

#### «Куинз Парк Рейнджерс»
Он провёл четыре сезона в КПР, и был частью той команды, которая в 1975/76 сезоне квалифицировалась в Кубок УЕФА после финиша на втором месте с отставанием всего в одно очко от «Ливерпуля». Маклинток сыграл в общей сложности 127 матчей лиги за КПР. В конце концов, он ушёл из спорта в 1977 году. В целом, он сыграл более 700 матчей за три своих клуба, вместе взятых. В 1972 году он получил Орден Британской империи.

### Международная карьера
Он дебютировал в сборной Шотландии в матче против Норвегии 4 июня 1963 года. В своём третьем матче за Шотландию против Испании 13 июня 1963 года он забил один из голов, внеся вклад в победу со счётом 6:2. Всего он сыграл за Шотландию девять матчей.

## Тренерская карьера
После ухода из спорта в 1977 году он присоединился к своему бывшему клубу «Лестер Сити» в качестве тренера. Однако он пришёл в трудное время для «Лестера», в том числе был период, когда клуб выиграл лишь один матч из 26.
Позже он был тренером «Брентфорда» в период между 1984 и 1987 годами, а затем был помощником Джона Дохерти в «Миллуолле», когда клуб завоевал повышение в классе. Маклинток и Дохерти были уволены в феврале 1990 года.
Маклинток был более успешным в роли оратора и эксперта для «BBC Radio» и «Sky Sports». В 2009 году Маклинток был включён в Зал славы английского футбола.